# Leptotrochila repanda
Leptotrochila repanda är en svampart som först beskrevs av Elias Fries, och fick sitt nu gällande namn av Petter Adolf Karsten 1871. Leptotrochila repanda ingår i släktet Leptotrochila och familjen Dermateaceae.  Arten är reproducerande i Sverige. Inga underarter finns listade i Catalogue of Life.